# Condado de Owen (Kentucky)
O Condado de Owen é um dos 120 condados do estado americano de Kentucky. A sede do condado é Owenton, e sua maior cidade é Owenton. O condado possui uma área de 917 km² (dos quais 5 km² estão cobertos por água), uma população de 10 547 habitantes, e uma densidade populacional de 12 hab/km² (segundo o censo nacional de 2000). O condado foi fundado em 1819. O condado proíbe a venda de bebidas alcoólicas.